# Хуалянь (уезд)
Хуаля́нь (кит. трад. 花蓮, пиньинь Huālián, хокло Hoa-liân) — один из уездов Китайской Республики. Административный центр — город Хуалянь.

## География
Расположен в восточной части острова. Граничит с городами Тайчжун (на северо-западе) и Гаосюн (на юго-западе), а также с уездами Илань (на севере), Наньтоу (на западе) и Тайдун (на юге). На территории уезда частично расположены национальные парки Юйшань и Тароко.

## История
Из-за горного характера местности и труднодоступности побережья эти места долгое время оставались неколонизированными. В 1622 году здесь побывали испанцы в поисках золота. Китайская колонизация этих земель началась лишь в 1851 году.
После создания в 1886 году провинции Тайвань восточное побережье острова было выделено в Тайдунскую непосредственно управляемую область (臺東直隸州, территория современных уездов Тайдун и Хуалянь).
В 1895 году Тайвань был передан Японии, и японцы установили свою систему административно-территориального деления. Бывшая Тайдунская непосредственно управляемая область была понижена в статусе, и стала подразделением префектуры Тайнан (臺南縣). В 1897 году из уезда Тайнан был выделен отдельный уезд Тайто (臺東廳). В 1909 году из уезда Тайто был выделен уезд Карэнко (花蓮港廳).
В 1920 году на Тайвань была распространена структура административного деления собственно японских островов, и были введены префектуры-сю (州) и уезды-гун (郡), однако Карэнко так и остался уездом-тё (廳). В 1937 году в его составе было образовано три уезда-гун: Карэн (花蓮郡), Хорин (鳳林郡) и Тамадзато (玉里郡). В 1940 году посёлок Карэнко был поднят в статусе, и стал городом Карэнко (花蓮港市), напрямую подчинённым уезду Карэнко.
После капитуляции Японии в 1945 году Тайвань был возвращён под юрисдикцию Китая, и с 9 января 1946 года бывший японский уезд Карэнко стал китайским уездом Хуалянь.

## Административное деление
В состав уезда Хуалянь входят один город уездного подчинения, 2 городские волости и 10 сельских волостей.
- Города уездного подчинения
  - Хуалянь, бывший японский Карен
- Городские волости
  - Фэнлинь (鳳林鎮)
  - Юйли (玉里鎮), бывшая японская Тамасато
- Сельские волости
  - Синьчэн (新城鄉)
  - Цзиань (吉安鄉), бывшая японская Ёсиясу
  - Шоуфэн (壽豐鄉)
  - Сюлинь (秀林鄉)
  - Гуанфу (光復鄉)
  - Фэнбинь (豐濱鄉), бывшая японская Тоёхама
  - Жуйсуй (瑞穗鄉), бывшая японская Мидзухо
  - Ваньжун (萬榮鄉)
  - Фули (富里鄉), бывшая японская Томисато
  - Чжоси (卓溪鄉)